# Futbol'nyj Klub Zvezda Perm'
Lo Zvezda Perm', ufficialmente Futbol'nyj Klub Zvezda Perm (in russo Футбольный клуб Звезда Пермь?) è una società calcistica russa con sede a Perm'. Attiva tra il 1945 e il 1996, è stata rifondata nel 2018.

## Storia

### Unione Sovietica
Fondata nel 1945 col nome di Kryl'ja Sovetov Molotov, dato che all'epoca la città di Perm' era nota come Molotov; partecipò alla Vtoraja Gruppa, seconda serie del Campionato sovietico di calcio. Con la riorganizzazione dei campionati sovietici del 1949 sparì dal panorama nazionale.
Dal 1952 fu nota semplicemente come Squadra di Molotov (in russo Команда г. Молотова?) e già nel 1953 tornò ai campionati nazionali, giocando di nuovo in seconda serie, nel frattempo nota come Klass B. Nel 1957 cambiò nome sia la città che la squadra, che diventò Zvezda Perm': rimase in Klass B fino al termine della stagione 1962, quando, con la riforma dei campionati sovietici, la stessa divenne terza serie e la squadra retrocesse. Rimase in Klass B fino al 1965 quando fu ripescata in Vtoraja Gruppa A, nome con cui era identificata la seconda serie. La nuova riforma dei campionati sovietici trasformò la Vtoraja Gruppa A in terza serie, costringendo il club ad una nuova retrocessione.
Nel giro di due stagioni, però, la squadra ritornò in seconda serie, nel frattempo nota come Pervaja Liga, vincendo sia il proprio girone che i play-off. Dopo sei stagioni senza risultati brillanti, la squadra finì ventesima nel 1977 e retrocessa; risalita immediatamente, nel 1979 andò incontro nuovamente alla retrocessione. Negli anni ottanta sfiorò più volte la promozione, vincendo, tra l'altro, il proprio girone nel 1985; vi riuscì soltanto nel 1987, ma l'anno seguente retrocesse immediatamente

### Russia
Con la fine dell'Unione Sovietica e la nascita del campionato russo di calcio, fu collocato in Pervaja liga, la seconda serie; dopo due stagioni ai vertici (un terzo e un quarto posto), nel 1994 finì ventunesima e retrocesse in Vtoraja Liga. Dopo una stagione in questa serie il club fallì.

## Palmarès

### Competizioni nazionali
- Vtoraja Liga sovietica: 4

1971 Girone 2, 1978 Girone 2, 1985 Girone 2, 1987 Girone 2

## Organico

### Calciatori in rosa
Aggiornato al 20 agosto 2020
| N. |                   | Ruolo | Calciatore           |
| -- | ----------------- | ----- | -------------------- |
| 1  | Russia (bandiera) | P     | Maksim Shumailov     |
| 3  | Russia (bandiera) | D     | Ilya Ivanov          |
| 4  | Russia (bandiera) | D     | Danil Smirnov        |
| 5  | Russia (bandiera) | C     | Artur Ryabokobylenko |
| 7  | Russia (bandiera) | C     | Yevgeni Tyukalov     |
| 8  | Russia (bandiera) | D     | Vladislav Labzin     |
| 9  | Russia (bandiera) | A     | Aleksandr Subbotin   |
| 10 | Russia (bandiera) | C     | Andrei Sekretov      |
| 11 | Russia (bandiera) | C     | Yevgeni Paramonov    |
| 15 | Russia (bandiera) | D     | Ivan Knyazev         |
| 16 | Russia (bandiera) | P     | Daniil Arzhevitin    |
| 17 | Russia (bandiera) | C     | Nikita Chunikhin     |
| 18 | Russia (bandiera) | C     | Vladimir Laptev      |

| N. |                   | Ruolo | Calciatore           |
| -- | ----------------- | ----- | -------------------- |
| 19 | Russia (bandiera) | D     | Rinat Guseynov       |
| 20 | Russia (bandiera) | C     | Andrey Yeliseyev     |
| 21 | Russia (bandiera) | D     | Yevgeni Sitnikov     |
| 22 | Russia (bandiera) | D     | Aleksandr Likhachyov |
| 23 | Russia (bandiera) | D     | Aleksandr Mosunov    |
| 30 | Russia (bandiera) | C     | Rustam Vazitdinov    |
| 44 | Russia (bandiera) | C     | Timur Abdrashitov    |
| 45 | Russia (bandiera) | D     | Andrei Pridyuk       |
| 55 | Russia (bandiera) | C     | Maksim Lauk          |
| 71 | Russia (bandiera) | P     | Anatoli Krasilnikov  |
| 97 | Russia (bandiera) | C     | Nikita Goldobin      |
|    | Russia (bandiera) | C     | Daniil Zuyev         |

## Statistiche e record

### Partecipazione ai campionati

#### Unione Sovietica
| Livello | Categoria        | Partecipazioni | Debutto | Ultima stagione | Totale |
| ------- | ---------------- | -------------- | ------- | --------------- | ------ |
| 2º      | Vtoraja Gruppa   | 5              | 1945    | 1949            | 27     |
| 2º      | Klass B          | 10             | 1953    | 1962            | 27     |
| 2º      | Vtoraja Gruppa A | 4              | 1966    | 1969            | 27     |
| 2º      | Pervaja Liga     | 8              | 1972    | 1988            | 27     |
| 3º      | Klass B          | 3              | 1963    | 1965            | 17     |
| 3º      | Vtoraja Gruppa A | 1              | 1970    | 1970            | 17     |
| 3º      | Vtoraja Liga     | 13             | 1971    | 1991            | 17     |

#### Russia
| Livello | Categoria    | Partecipazioni | Debutto   | Ultima stagione | Totale |
| ------- | ------------ | -------------- | --------- | --------------- | ------ |
| 2º      | Pervaja liga | 3              | 1992      | 1994            | 3      |
| 3º      | Vtoraja liga | 1              | 1995      | 1995            | 4      |
| 3º      | PPF Ligi     | 3              | 2018-2019 | 2020-2021       | 4      |